# Canowindra
Canowindra är en ort i Australien. Den ligger i kommunen Cabonne och delstaten New South Wales, i den sydöstra delen av landet. Antalet invånare är 2 125.
Runt Canowindra är det mycket glesbefolkat, med 4 invånare per kvadratkilometer.. Det finns inga andra samhällen i närheten.
Trakten runt Canowindra består till största delen av jordbruksmark.

## Fossil
Väster om samhället hittades ett cirka ett hektar stort område med fossila fiskar från senare devon. Uppskattningsvis ingår flera tusen kvarlevor av fiskar i fyndplatsen som undersöks noga sedan 1990. I Canowindras fossil ingår åtta nybeskrivna arter. De två arter med flest fossil tillhör släktena Bothriolepis och Remigolepis (båda ordning armpansarhajar). Även en medlem av släktet Groenlandaspis (ordning ledpansarhajar) hittades. Fyra nya släkten av lobfeniga fiskar blev beskrivna med hjälp av fyndplatsens fossil. Canowindra är bredvid Grönland och Pennsylvania den tredje platsen i världen där släktet Soederberghia (underklass lungfiskar) registrerades.
Fiskarna dog antagligen samtidig under en katastrof. Kort efteråt blev de övertäckta av sediment som skyddade kvarlevorna från kadaverätare. Såvida fram till 2012 känt ingår inga växter eller leddjur i fyndplatsen. Canowindra är den enda platsen i Australien där ett plötsligt massutdöende av fiskar under devon är dokumenterat. Fiskarna från andra fyndplatser dog troligtvis av torka. Fiskarna från Canowindra levde i sötvatten.
Fyndplatsen upptäcktes 1956 under vägarbeten. Under bygget upptäckte en biodlare fossilen i en lastbil. Jord- och stenmassorna från bilen flyttades till Australian Museum för närmare undersökning och ytterligare forskning utfördes på plats. För att visa fossilen inrättades i Canowindra ett Fish Age Museum.